# 古镇口站
古镇口站位于中华人民共和国山东省青岛市黄岛区，是青岛地铁13号线的地铁车站。2018年12月26日开通。該站共有2個出入口，距離山東省道334線不遠。